# Mean Dreams
Mean Dreams (bra: Mean Dreams; prt: Mean Dreams - Sonhos Perdidos) é um filme canadense de 2016 dirigido por Nathan Morlando e que foi apresentado primeiramente no Festival de Cannes em 2016.

## Sinopse
Jonas Ford é um garoto de quinze anos de idade. Após roubar dinheiro do tráfico de drogas, ele foge com uma garota. Ao saber disto, seu pai, um policial corrupto, começa a caçá-los.

## Elenco
- Sophie Nélisse como Casey Caraway
- Josh Wiggins como Jonas Ford
- Bill Paxton como Wayne Caraway
- Colm Feore
- Kevin Durand

## Recepção
Guy Lodge, da Variety disse que o filme apresenta um "jogo de gato e rato prolongado (...) mas pouco é a tensão apresentada por tudo  isso (...) "Mean Dreams" teria menos de um problema se a caracterização tivesse um pouco mais de  textura, mas para toda a angústia pitoresca em exposição, a confusão febril da vida humana real é pouco provada."